# Sonny Arguinzoni
Pastor Sonny Arguinzoni (Brooklyn (New York), 12 november 1939 – 3 maart 2025) was de stichter van Victory Outreach, een uit de Verenigde Staten afkomstige Pinksterkerk.

## Jeugdjaren
Arguinzoni is van gemengde Italiaans-Puerto-Ricaanse afkomst. Terwijl hij in Brooklyn opgroeide begon hij om te gaan met de plaatselijke Viceroy-bende en ging heroïne en andere drugs gebruiken. In 1960 ontmoette hij op 21-jarige leeftijd, tijdens een Teen Challengebijeenkomst in Brooklyn, de evangelist Nicky Cruz waarmee hij bevriend raakte. Arguinzoni geeft hem de eer doorslaggevend te zijn geweest in zijn bekering tot het christendom. Geholpen door de pastor David Wilkerson en Cruz kickte Arguinzoni af van zijn verslaving.
Nadat hij de Bijbelschool had afgerond, stichtte Arguinzoni in 1967 in Los Angeles de kerk van Victory Outreach. Deze kerk bestaat uit ongeveer 700 kerken, waarvan 40% buiten de Verenigde Staten is gevestigd. Arguinzoni en zijn vrouw Julie richtten de eerste kerk op in de wijk Boyle Heights in East Los Angeles. Na vanuit New York te zijn verhuisd naar Los Angeles waren ze daar begonnen probleemjongeren, die betrokken waren bij straatbendes en drugs, te begeleiden. Eerst hielden ze godsdienstige bijeenkomsten in hun eigen huis, daarna in een kleine kerk. Victory Outreach groeide daarna eerst in andere steden in Californië; in de jaren 1980 vond een snelle groei elders in de Verenigde Staten plaats. In de jaren 1990 was er vervolgens internationale groei. Arguinzoni is regelmatig zelf voorganger in de kerken van Victory Outreach. Zijn zoon, Sonny Arguinzoni Jr., is als voorganger verbonden aan een van de kerken. In 2017 vierde Victory Outreach het 50-jarig bestaan tijdens een Wereldconferentie die plaatsvond in het Los Angeles Convention Center. Arguinzoni was zelf een van de sprekers, ook had de première plaats van de biopic film over zijn leven, "Sonny".
Pastor Arguinzoni hielp mee de afkickcentra van Victory Outreach op te richten. Deze bevinden zich voornamelijk in de binnensteden van grote Amerikaanse steden.
Arguinzoni overleed op 3 maart 2025 op 85-jarige leeftijd.

## Boeken
Sonny Arguinzoni schreef vier boeken: Sonny, Treasures Out of Darkness, Internalizing the Vision en Vision For The Outcast. Al deze boeken verhalen over vrijkomen uit het bendeleven en de drugsverslaving